# Вовча Балка (Голованівський район)
Вóвча Ба́лка — село в Україні, у Вільшанській селищній громаді Голованівського району Кіровоградської області. Населення становить 46 осіб.

## Населення
Згідно з переписом УРСР 1989 року чисельність наявного населення села становила 81 особа, з яких 37 чоловіків та 44 жінки.
За переписом населення України 2001 року в селі мешкало 49 осіб.

### Мова
Розподіл населення за рідною мовою за даними перепису 2001 року:
| Мова       | Відсоток |
| ---------- | -------- |
| українська | 95,65 %  |
| російська  | 4,35 %   |

## Відомі люди
Уродженцем села є М. З. Телішевський (1915–1943) — Герой Радянського Союзу.